# Fenestrulina umbonata
Fenestrulina umbonata är en mossdjursart som beskrevs av Charles Henry O'Donoghue 1926. Fenestrulina umbonata ingår i släktet Fenestrulina och familjen Microporellidae. Inga underarter finns listade i Catalogue of Life.